# Exophyla
Exophyla is een geslacht van vlinders van de familie spinneruilen (Erebidae).

## Soorten
- E. flexularis Mabille, 1890
- E. melanocleis Hampson, 1926
- E. molybdea Hampson, 1926
- E. multistriata Hampson, 1910
- E. platti Prout, 1925
- E. poliotis (Hampson, 1902)
- E. rectangularis (Geyer, 1828)